# Mura di Sassari

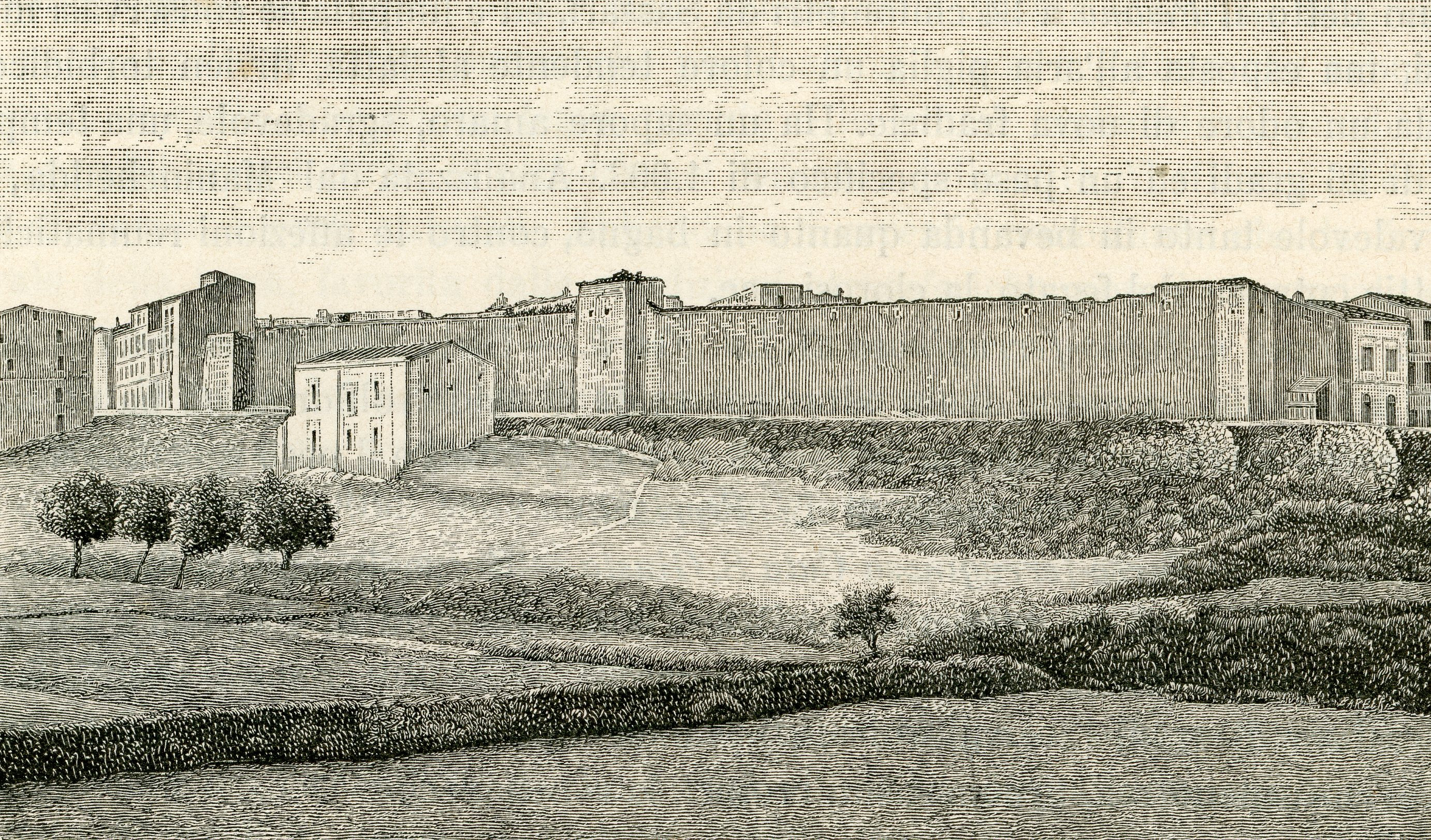
Sassari: antiche mura, ora atterrate (xilografia di Barberis 1894).

Le mura di Sassari sono i resti delle fortificazioni medioevali della città. Esse circondavano completamente il centro storico ed erano intervallate da torri di avvistamento e difesa e da porte di ingresso. La maggior parte dei resti sono databili intorno al XIII secolo. Tuttavia i lavori di consolidamento e restauro continuarono fino al XIX secolo. Attualmente è possibile visitare solo esternamente ciò che rimane delle fortificazioni cittadine. In particolare i resti sono visibili nel corso Trinità, nel corso Vico ed in via Torre Tonda. 
Le mura sono solitamente solidali a costruzioni di civile abitazione le quali sono state costruite nel XIX secolo in seguito all'abbattimento di gran parte della fortificazione cittadina. L'abbattimento delle mura è stato effettuato nella seconda metà del XIX secolo in maniera non ordinata e reiterata nel tempo. In seguito all'unità d'Italia, infatti, i Savoia vollero trasformare la città sarda in un moderno centro in parte prendendo a riferimento lo stile piemontese. Con l'abbattimento del castello di Sassari nel 1877 e con la costruzioni delle cosiddette appendici, anche la parte più povera della città, il centro medioevale, doveva espandersi oltre le mura. Queste avevano sempre costituito nella storia cittadina una salvaguardia verso i nemici esterni, ma anche un contenimento eccessivo per la crescita della città. Nella seconda metà del XIX secolo, dunque si rese necessario abbattere parte delle mura, le relative porte e alcune torri.

## Storia

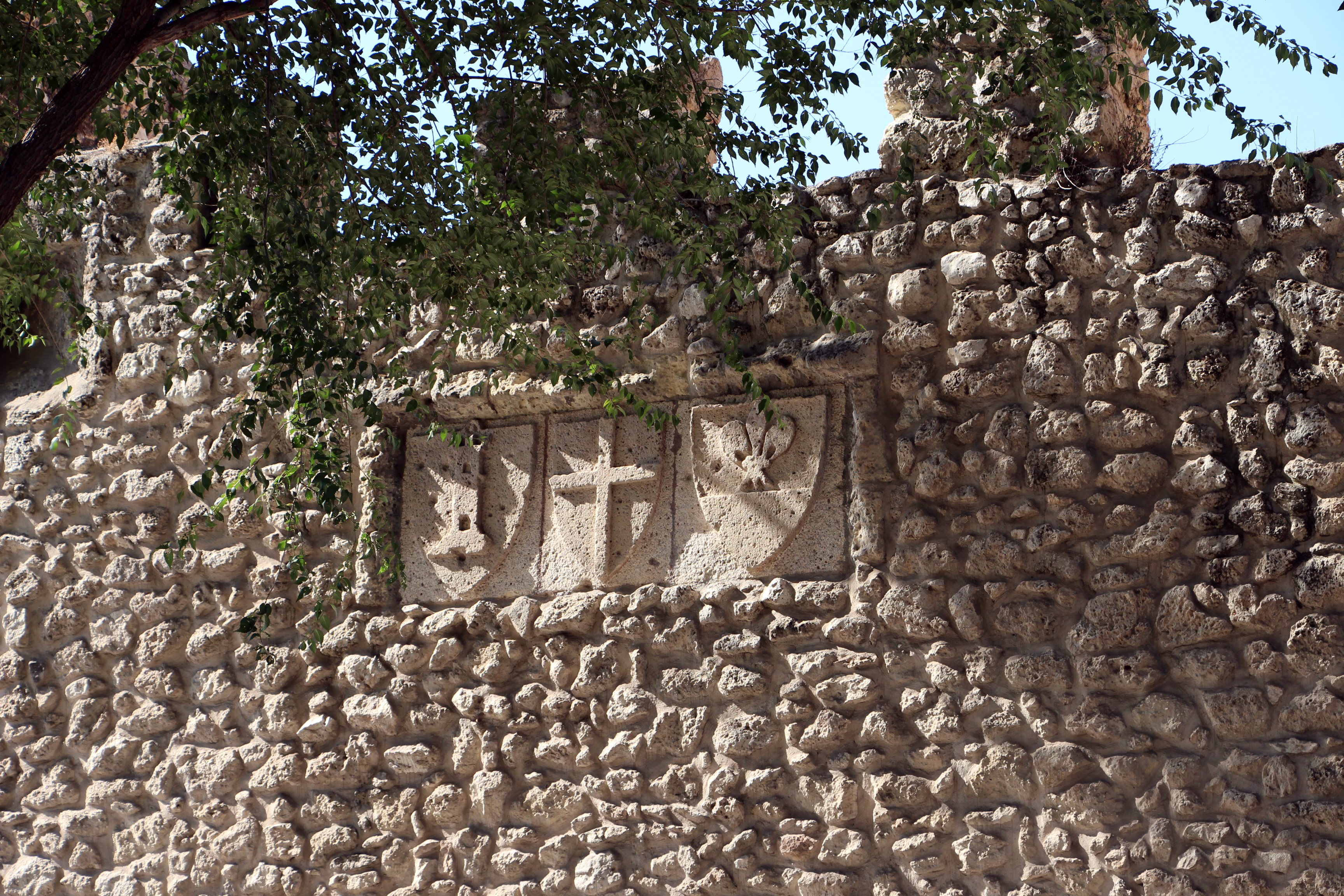
Stemmi presenti nelle Mura

Alla costituzione del Comune diviene indispensabile la creazione della mura. Questo disegno resterà pressoché immutato fino al XIX secolo per varie ragioni, fra cui la riduzione sistematica della popolazione a causa di guerre ed epidemie, l'avvento delle armi da fuoco, l'interesse dei proprietari riuscito sempre a prevalere su quanti intendessero costruire al di fuori. Questo salvo un unico ampliamento cinquecentesco a scopo difensivo, fra via Mercato e viale Umberto I.
La cinta muraria fu iniziata nel XIII secolo dai Pisani, ripresa dai Genovesi e modificata dagli Aragonesi. A forma pentagonale, aveva uno sviluppo di circa 2,5 km, intervallata da 36 torri quadrate, ed una cilindrica, chiamata "Turondola" in via Torre Tonda, ed interrotta da 4 porte: S. Antonio a Nord, Utzeri a ovest, Castello a sud (in prossimità del castello di Sassari, Rosello/Macello a Est, accessi legati in origine ad altrettanti quartieri. Anche a Sassari è confermata la teoria di Enrico Guidoni sull'equidistanza degli edifici di governo nei centri del medioevo, come chiese parrocchiali, Comune, Palazzo del Governo e conventi, tutti collocati a distanze precise sia fra essi che in relazione ad un reticolo triangolare. Allo stesso modo dalle 4 porte si riconoscono due assi, il primo da P.Sant'Antonio a P.Castello e l'altro, fra P.Utzeri e la P.Rosello (o Mercato), perfettamente ortogonali. Le porte presentano delle distanze ben precise dall'incrocio dei due assi, ottenute da multipli della canna sassarese (di misura pari a 10 palmi sassaresi da 26,2 centimetri), e precisamente 40 canne.
Nel 1330, a nord delle mura, venne edificato il castello di Sassari, demolito in parte nel 1877. Oggi sono visitabili due piani sotterranei del barbacane difensivo costruito dopo il 1500.
Della cinta muraria si conservano circa duecento metri e 6 torri, e solo dalla sua demolizione la città riuscirà ad espandersi oltre i limiti "naturali", ovvero la valle del Rosello, il Fosso della Noce, e sul tavolato digradante verso il mare a S-O, in realtà interrotto in quegli anni dalla costruzione della stazione ferroviaria.

## Le torri

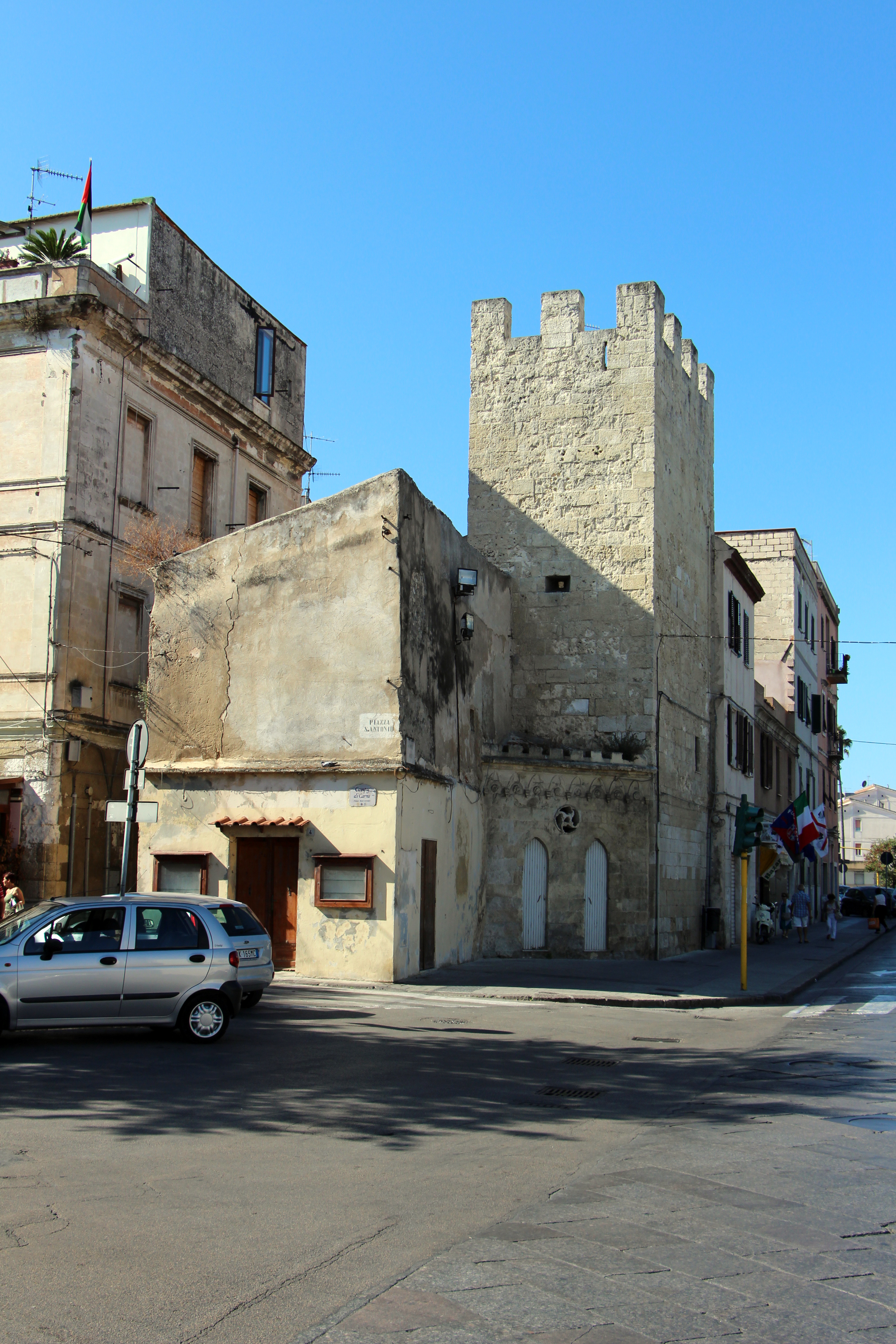
Torre di S.Antonio

Le torri salvatesi dalle demolizioni della seconda metà del XIX secolo sono attualmente sei. Di esse la maggior parte sono a pianta quadrata ed una a pianta circolare. Non sono visitabili tranne che in occasioni particolari. Alcune di esse risultano essere adibite a civile abitazione.

### Torretonda o Turondola
Questa torre dà il nome alla via Torretonda. È una torre medioevale situata nel lato nord ovest della cinta muraria del XIII secolo ed è chiusa per i 3/4 della circonferenza. Composta da due piani è in parte coperta da una costruzione disabitata del XIX secolo. La torre è situata di fianco dell'estanco dell'Università di Sassari. Oggi è visibile dalla via omonima e dalla piazza antistante l'università. Solitamente risulta visitabile durante le giornate dedicate ai monumenti. Il vecchio nome era "Turondola".

### Torre di Porta Sant'Antonio
È una torre medioevale della cinta muraria di Sassari sita nella omonima piazza dedicata a sant'Antonio. Di pianta quadrata e perfettamente conservata, risulta adiacente alla porta situata a nord della città ed adiacente alla porta di Sant'Antonio abbattuta nel XIX secolo. Da questa torre si poteva tenere sotto controllo un vasto angolo di territorio che da Sassari porta verso il golfo dell'Asinara. Alla base di questa torre sono ancora visibili i bagni pubblici usati durante il mercato. Non è visitabile internamente dal pubblico.

### Torri di Corso Trinità
Si tratta di due torri di pianta quadrata senza merletti.
La torre di corso Trinità angolo con via delle Muraglie risulta ancora oggi abitata. Esse sono collegate al tratto murario più lungo, se pure intervallato da scalinate che colmano il dislivello tra il corso della SS Trinità e via delle Muraglie.

## Le porte

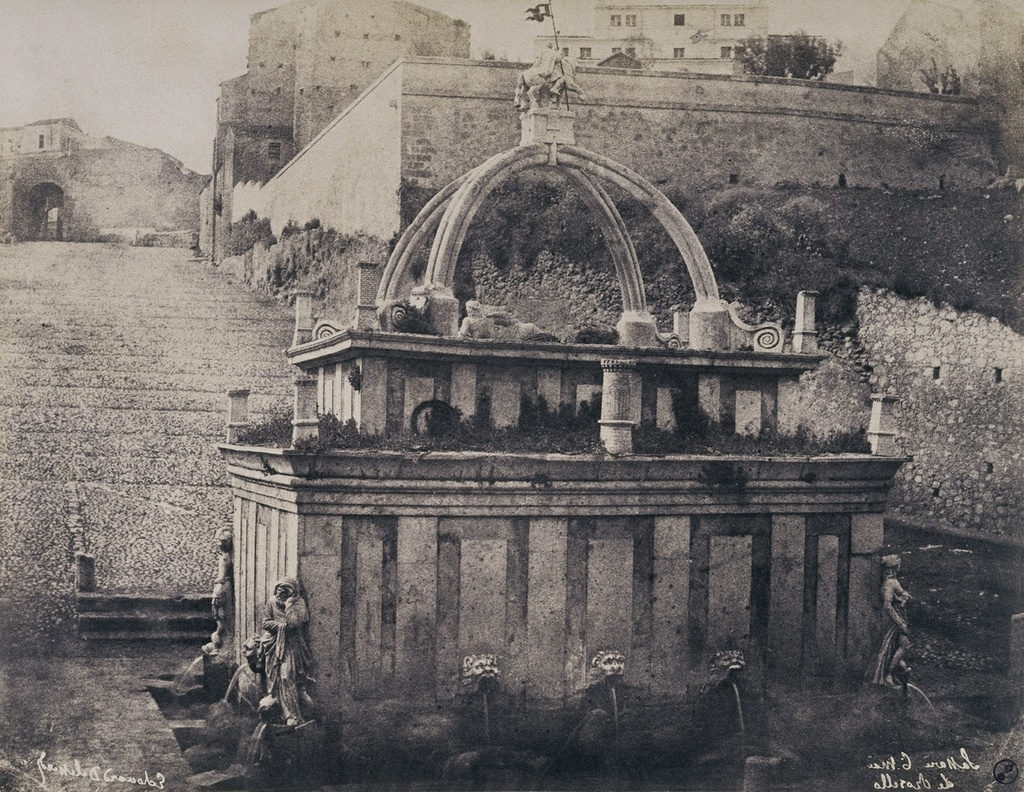
La Fontana del Rosello, in una foto di Édouard Delessert (1854). In alto a sinistra è possibile vedere l'unica foto arrivataci della Porta Mercato

Inizialmente furono edificate 4 porte lungo gli assi mediani nord/sud ed est/ovest. In seguito fu edificata la quinta porta denominata "porta nuova". Tutte e cinque furono abbattute nella seconda metà del XIX secolo. Oggi è possibile vedere un cardine della Porta Mercato o Rosello.

### Porta Mercato
Viene chiamata anche porta Macello o porta Rosello essendo posta dinnanzi alla fontana di Rosello ed alla chiesa della Santissima Trinità. Di questa porta situata vicino all'attuale mercato è possibile vedere uno dei giunti della porta d'ingresso. Essa era ubicata a nord est e conduceva i viandanti ed i mercanti verso il territorio della Romangia.

### Porta Nuova
Fu l'ultima porta delle mura costruita. Collocata verso nord ovest si trovava adiacente alla torre tonda (turondola), all'Università ed all'Arcivescovado della città. Attualmente al suo posto si trova uno slargo omonimo.

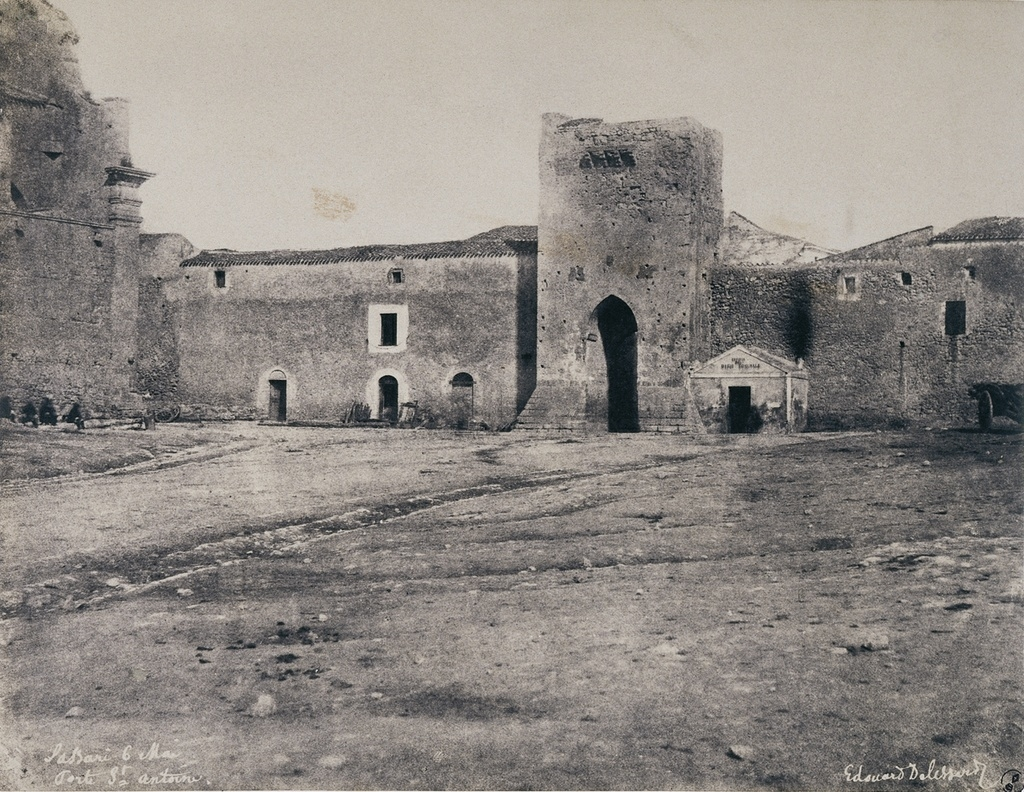
L'unica foto che esista della Porta Sant'Antonio, di Édouard Delessert (1854)

### Porta Castello
Era situata a sud della città murata dinnanzia al castello. Fu abbattuta nella seconda metà del XIX secolo.

### Porta Utzeri
Situata in direzione ovest, fu una delle prime 4 porte della città murata. Demolita nel XIX secolo, oggi rimane uno slargo omonimo.

### Porta Sant'Antonio
Situata verso nord-ovest la porta era importantissima perché apriva la città ai suoi famosi campi coltivati e soprattutto a Turris Libissonis, l'antica Porto Torres.